# C11H15N3O5
化学式C11H15N3O5（摩尔质量：269.25 g/mol）可能指：
- N-乙酰脱氧胞苷，CAS号：32909-05-0
- 阿那昔酮，CAS号：77658-97-0

|  | 这个同类索引页列出了具有相同分子式的化学物（即同分異構體）条目。 除非您是有意链接至本页，否则应将相应条目的内部链接指向正确的条目。 |